# Gaganyaan
Gaganyaan («Гаганьян») — індійський пілотований орбітальний космічний апарат, який має стати основою індійської пілотованої космічної програми. 

## Історія
Космічний апарат згідно проєкту має місця для екіпажу з трьох астронавтів, модернізована версія матиме можливість стикування з іншими апаратами. 
Під час першої пілотованої місії, Індійська організація космічних досліджень і розробок (ISRO) планує відправити в політ 3,7 т автономну капсулу на орбіту Землі на висоту 400 км у семиденну подорож з трьома астронавтами на борту. Запуск пілотованого корабля планувався  за допомогою ракети-носія GSLV III у 2022 році.
Скафандри, крісла і ложементи для корабля поставило російське НВП «Звезда».
Станом на 2023 рік, перший пілотований політ відкладено на 2024 рік.

## Запуски та місії
18 грудня 2014 року, пілотований модуль виробництва Hindustan Aeronautics, здійснив перший непілотований експериментальний політ.
21 жовтня 2023 року, о 10:00 за місцевим часом (08:00 за київським часом), Індійська організація космічних досліджень і розробок (ISRO) здійснила успішний запуск одноступеневої ракети TV-D1 з макетом пілотованого корабля «Gaganyaan» («Гаганьян»). Запуск відбувся з першого стартового майданчика космодрому в Шріхарікоті. Метою випробування стала перевірка автоматичної системи аварійного переривання польоту та порятунку екіпажу на початковому відрізку траєкторії. Згідно повідомлення, поставлена мета була успішно досягнута.